# Siau
Siau is een eiland voor de kust van de Indonesische provincie Noord-Sulawesi, behorend tot de Sangihe-eilanden en tot het gelijknamige regentschap. Het eiland, een kleine 20 km in lengte, ligt op 130 km van de noordelijkste punt van Sulawesi, tussen de Celebeszee in het westen en de Molukse Zee in het oosten.

## Geografie

### Plaatsen
- Biau
- Bumbiha
- Dame
- Kanang
- Kiawang
- Lagaeng
- Lia
- Mahuneni
- Ondang
- Ondong
- Pangirolang
- Paseng
- Peling
- Siau Ulu

## Karangetang
De bekende Karangetangvulkaan, ook Api Siau genoemd, vormt het grote, noordelijke gedeelte van het eiland.
De Karangetang heeft twee toppen, de noordelijke top (1784 m) en zuidelijke top (1827 m), en vijf kraters, die van noord naar zuid gelegen zijn. Sinds 1675 heeft de vulkaan ongeveer 40 keer een uitbarsting gehad.
Doordat de vulkaan regelmatig een uitbarsting heeft, wordt een groot deel van de bevolking van het eiland ook regelmatig geëvacueerd. In bepaalde gevallen geldt dit enkel voor de bewoners van de dorpen rondom de vulkaan, in andere gevallen, zoals in 1974, wordt de hele eilandbevolking geëvacueerd. De aardbeving die Siau in 1989 teisterde dwong de bewoners zelfs naar provinciehoofdstad Manado te vluchten. Ook in 2006 moest er worden gevlucht. Toen werden 4000 bewoners geëvacueerd. Zo ook de laatste Radja Justin Siau is gevlucht, en is geëmigreerd naar Nederland; de lava was tot op 400 meter van bepaalde huizen genaderd. De laatste uitbarsting vond plaats in maart 2011.

## Economie
De bevolking van Siau exporteert kopra, kruidnagel, nootmuskaat en inktvis, dat laatste naar Bali.

### Toerisme
Siau, en dan vooral Siau Ulu; is relatief toeristisch. Naast in de etablissementen hieronder eten toeristen in de Kantin aan de haven van Siau Ulu of in een van de warungs op de markt van datzelfde stadje. Nog anderen kopen iets op de markt en laten dat dan in het hotel klaarmaken.

## Transport

### Naar Siau
Om 6 uur 's morgens komt in Siau Ulu de boot aan vanuit Manado, na een goede vier uur varen. Daarna vaart die, eveneens gedurende vier uur, door naar Tahuna, de hoofdplaats van de Sangihe-eilanden, op Sangihe Besar. Rond 20:00 vertrekt het schip terug richting Manado vanuit Siau Ulu.

### Op Siau
Rond het eiland loopt een weg met een lengte van 50 km. Alleen een 12 km lange strook in het noorden is onverhard.
Vanuit Siau Ulu loopt een pad naar de top van de Karangetang; daarnaartoe en terugkeren neemt al snel twee dagen in beslag.